# Laverne Bryan
Laverne Bryan (* 17. Mai 1965) ist eine ehemalige antiguanische Leichtathletin, die auf den Mittelstreckenlauf spezialisiert war.

## Karriere
Laverne Bryan nahm an den Olympischen Spielen 1984 in Los Angeles und 1988 in Seoul teil. 1984 schied sie in den Wettkämpfen über 800 und 1500 Meter jeweils in den Vorläufen aus. Zusammen mit Jocelyn Joseph, Ruperta Charles, Monica Stevens bildete sie die Staffel über 4-mal 400 Meter. Das Quartett waren die ersten weiblichen Olympiateilnehmerinnen des Landes.
1988 in Seoul ging sie über 800 und 1500 Meter an den Start verpasste jedoch auch hier den Einzug ins Halbfinale.